# 최우
최우(崔瑀, ?~1249년 12월 10일 (음력 11월 5일))는 고려의 무신(武臣), 권신(權臣), 정치인이다. 본관은 우봉(牛峰)이며, 후에 최이(崔怡)로 개명하였다.
아버지는 최충헌(崔忠獻)이며, 어머니는 상장군 송청(宋淸)의 딸이다. 원종의 국구 김약선은 그의 맏사위이며, 충렬왕에게는 외외증조부가 된다. 정순왕후의 외할아버지이다.
1219년부터 1249년까지 30년 동안 고려 왕조의 실권을 맡았다.
1225년(고종 12) 정방(政房)을 부활시켜 관료의 인사권을 탈취한다.
글과 서예에 능하였으며, 몽골의 침략의 조짐이 보이자 항몽 전쟁을 선언하였다. 팔만대장경의 간행에도 기여하였다. 나중에 이름을 이(怡)로 개명하였으나, 고려사 반역 열전에 최우라고 기록한 이후, 집권 때까지의 본명인 최우로 통용된다.

## 생애

### 집권 이전
최충헌의 장남으로 태어났다. 1211년 국왕 희종과 왕준명, 우승경 등이 최충헌을 제거하려고 했을 때 정숙첨, 김약진 등과 함께 최충헌을 구출하였다.

### 집권 초기
처음 이름은 우(瑀)였으나, 집권 이후에 이(怡)로 개명한다. 1219년(고종 6) 9월에 아버지 최충헌이 죽자, 추밀원부사(樞密院副使)로 뒤를 이어 집권하였다. 처음에는 인심을 얻기에 힘써 아버지가 모은 재산을 왕에게 바치고, 일찍이 아버지가 탈취한 공사(公私)의 전민(田民)과 재산들을 모두 각각 원래의 주인에게 되돌려 주어 민심을 얻었다. 이어 한사(寒士)를 등용했으며, 동생 최향(崔珦) 및 아버지에게 아부하여 백성을 괴롭히던 관리를 유배를 보내거나 파면하였다.

### 항몽전쟁 준비
1222년(고종 9) 참지정사 이병부 상서 판어사대사가 되었으며 무신정권의 전복을 꾀하려는 시도를 발각, 모두 제거, 숙청하면서 명실공히 집정자(執政者)의 위치를 확고히 했다.
이 무렵 몽골의 사신이 자주 와서 많은 금품을 요구하자 이를 냉정히 대접하고는 항몽을 선언하고 북변의 여러 성과 개경(開京)의 황라성(隍羅城)을 수축하여 몽고의 침입에 대비했다.

### 인사권 장악과 권력 강화
그러나 아버지 최충헌 사후 문신들과 왕실이 인사권을 장악해 나가자 1225년(고종 12) 정방(政房)을 자택에 설치하여 문신과 왕실로부터 관료의 인사권을 탈취하여 장악했고, 1227년 자택에 서방(書房)을 두어 문객 중의 이름난 선비를 포섭하여 정치에 이용하는 한편 삼번제(三番制)로 도방과 함께 숙위를 담당케 하고, 아버지 때의 도방을 외(外)도방, 자기의 가병(家兵)을 내(內)도방으로 하여 저택 내외의 경비를 담당하게 했다.
이어 도방(都房)의 병력을 확장, 증원하여 사병(私兵)을 증강했다. 1228년 오대진국공신(鼇戴鎭國功臣)의 호를 받고, 29년 격구장(擊毬場)을 만들어 격구를 장려하였다. 그러나 이웃집 수백 호를 강제로 철거하여 격구장(擊毬場)을 만들어서 원성을 샀으나 왕실은 그를 처벌하지 못했다. 1231년 그의 처가 죽자 왕은 온갖 비단 70필을 하사하여 왕후의 예로 장사케 했다.
북변에 침범했던 몽골의 대군이 곧 침범하리라는 소식이 전해지자 1232년 왕에게 수도를 강화 천도를 청하고 녹전차(祿轉車) 1백여 대로써 자기 재산을 강화에 옮긴 뒤 드디어 왕으로 하여금 천도를 단행케 했다.(강화도 천도) 이듬해 필현보(畢賢甫)·홍복원(洪福源)이 서경에서 반란을 일으키자 가병을 이끌고 이를 토벌하고, 1234년(고종 21) 강화 천도의 공으로 진양후(晋陽侯)에 봉해지고, 강화 연변에 성을 쌓아 몽골군의 침입에 대비했다.

### 몽골과의 전쟁 준비
1243년(고종 30) 문인들의 건의를 받아들여 무신전란을 겪는 가운데 파괴된 국자감(國子監)을 수축하고 양현고에 쌀 3백 곡(斛)을 양현고(養賢庫)에 내놓는 등 장학(獎學)에 힘쓰는 한편, 강화에서의 대장경판을 만드는 데 개인의 재산을 희사하여 대장경판(大藏經版) 재조(再雕)를 완성하게 하였다. 이후에 차츰 전횡을 자행, 횡포가 심해져서 백성의 원망을 샀다. 한반도 본토에서 백성들이 몽골군의 침입으로 죽어가는 상황에서도 강화도에서 어용문신들과 더불어 연회를 즐기고 사치를 부리는 등 횡포가 끊이지 않았다.

### 사망
1249년 초 최우는 몽골과의 전쟁을 준비하였으나 그해에 최항이 권력을 물려받고 사망했다.

## 사후
사후에는 강화도 고려산 일대에 안장되었다가 1262년 천도공신(遷都功臣)에 추증되었고, 공신으로서 1262년 그해에 공신당(功臣堂)의 벽상(壁上)에 도형(圖形)되고, 벽에 이름이 새겨졌다.
서자 최항 묘지명에 의하면 그의 공신호와 관직 그리고 시호는 다음과 같다

추성위사동덕좌리광벽익제상천지배주천제란제뢰천종변제문지 공신
금자광록대부 수대사 개부의동삼사 중서령 상주국 상장군 감수국사 판어사대사 진양군개국공  식읍삼천호 식실봉일천호 증시 광열
推誠衛社同德佐理匡辟翼戴相遷智陪柱天制亂帝賚天縱應變濟之功臣
金紫光祿大夫 守大師 開府儀同三司 中書令  上柱國 上將軍 監修國史 判御史臺事       晋陽郡開國公 食邑三千戶食實封一千戶     贈諡匡烈

## 평가
신품사현의 한 명으로 글씨에도 능하여 해서·행서·초서 등을 잘 썼다.

## 가족 관계
고려 원종의 비 순경태후의 외할아버지로, 전주 김씨 김약선(金若先)이 그의 맏사위였다. 충렬왕은 그의 외외증손이었다.
- 조부 : 최원호(생몰년 미상, 상장군 역임[3])
- 조모 : 진강국대부인(晉康國大夫人) 유씨(柳氏)
  - 숙부 : 최충수(崔忠粹, 1151년 ∼ 1197년)
  - 아버지 : 최충헌(崔忠獻 , 1149년 ~ 1219년)
  - 어머니 : 송씨(宋氏[4], 상장군과 지추밀원사를 지낸 송청의 딸)
    - 동생 : 최향[5](崔珦, 1168년 ~ 1230년)
    - 누이 : 우봉 최씨(崔氏)
    - 매부 : 임효명(任孝明, 임원준[6]의 손자, 공예왕후의 종질)

  - 계모 : 정화댁주(靜和宅主) 왕도인(王道人) , 고려 강종의 딸, 고려 고종의 누이
    - 이복 동생 : 최구[4]

  - 서모 : 수성댁주(綏成宅主) 임씨(任氏, 손홍윤의 아내로 손홍윤을 죽이고 빼앗아온 여성이다.)
    - 서제 : 최성[4]

  - 서모 : 자운선, 이의민의 아들 이지순의 첩으로, 이지순을 죽이고 빼앗아온 여성이다.
  - 정실 : 변한국대부인(卞韓國大夫人) 하동정씨(河東鄭氏, ? ~ 1231), 정숙첨(鄭叔瞻)의 딸
    - 장녀 : 우봉 최씨-(?~?)
    - 사위 : 장익공(莊翼公) 김약선(金若先, 생몰년 미상[7], 본관은 경주)
      - 외손 : 김미(金敉, 생몰년 미상)- 훗날 최항에 의해 교란도로 유배 당함
      - 외손 : 고려 제24대 왕비 정순왕후 (靜順王后)

    - 딸 : 우봉 최씨

  - 계실 : 대씨부인(大氏婦人, ? ~ 1251) - 대집성(大集成, ?~1236)의 딸이며 과부 출신, 그녀의 전 남편 오씨는 대몽항쟁 때 전사하였다. 훗날 최항(崔沆, 1209년 ~ 1257년)에 의해 독살당한다.
    - 의붓 아들 : 오승적 - 대씨와 그녀의 전 남편인 오씨 사이에 태어난 아들, 최항에 의해 살해당한다.

  - 후실: 철원 최씨(鐵原 崔氏, 생몰년 미상) - 최선(崔詵, ?~1209)의 손녀
  - 첩 : 정안택주(靜安宅主) 서련방(瑞蓮房) - 창기 출신
    - 장남 : 최만종(崔萬宗), - 승려
    - 차남 : 최항(崔沆) - 승려출신, 제3대 고려 최씨무신정권의 집권자
      - 손자 : 최의(崔竩), -제4대 고려 최씨무신정권의 집권자

  - 첩 : 안심(安心)
  - 외할아버지 : 송청[8]
  - 장인 : 정숙첨(鄭叔瞻,생몰년 미상) - 하동 정씨의 친부
  - 장인 : 대집성(大集成, ?~1236) - 대씨부인의 친부

## 최우가 등장한 작품
- 《무인시대》(KBS, 2003년~2004년, 배우:정재곤, 이다윗)
- 《무신》(MBC, 2012년~2012년, 배우:정보석)

## 작품
글씨는 해행초서(楷行草書)를 모두 잘 써서 이름이 높았다.

## 고려사기록
오늘 같은 날이 다시 있겠는가!

復有如今日者乎!

임금을 위해 큰 잔치를 열고 만족하며 외친 말.
 당시 고려는 몽고의 침입으로 생지옥이 되어있었다.
 고려사 발췌

## 같이 보기
- 최충헌
- 정방 / 서방 / 도방
- 정순왕후
- 정숙첨
- 최씨 정권
- 무신 정권
- 불설장수멸죄호제동자경

| 전임 최충헌 | 제6대 고려 무신정권의 집권자 제2대 고려 최씨무신정권의 집권자 1219년 ~ 1249년 | 후임 최항 |